# Donáth Ferenc (politikus)
Donáth Ferenc (Jászárokszállás, 1913. szeptember 5. – Budapest, 1986. július 15.) magyar politikus, agrártörténész, publicista, nemzetgyűlési és országgyűlési képviselő, államtitkár. Bozóky Éva publicista férje, Donáth László apja. 1949 és 1951 között az Elnöki Tanács tagja, az 1956-os forradalom alatt Nagy Imre miniszterelnök titkára.

## Élete
Apja dr. Donáth Lipót jászárokszállási ügyvéd, anyja Vitál Ilona. Elemi és középiskoláit Jászberényben végezte, majd 1930–1934 között a budapesti Pázmány Péter Tudományegyetemen jogi doktorátust szerzett. 1934-ben a kommunista párt tagja lett. Jelen volt az 1936-os Debreceni Diétán, 1937-ben a Márciusi Front megalakításában vállalt szerepet, 1939-ben pedig részt vett a Nemzeti Parasztpárt létrehozásában. 1939–1944-ben a Szabad Szó című lapnál volt külpolitikai rovatvezető.
1940 tavaszán Újhelyi Szilárddal együtt őrizetbe vették, majd több hét kihallgatás után szabadlábra helyezték, azonban továbbra is rendőri felügyelet alatt állt. 1940 őszén munkaszolgálatra hívták be, ahonnan az év végén hazaengedték, de 1941 tavaszán ismét behívták. Tüdővérzése miatt leszerelték; ezután 1942-től a háború végéig illegalitásban élt és politizált.
1944-ben közreműködött a Békepárt megalakításában, a kommunista párt újjászervezésében. 1945 és 1951 között különböző politikai tisztségeket töltött be: az Országos Földbirtokrendező Tanács elnökhelyettese, az MKP Központi Vezetőségének tagja, a Földművelésügyi Minisztérium politikai államtitkára, az MKP Központi Vezetősége falusi osztályának vezetője, majd Rákosi Mátyás miniszterelnöksége idején a Főtitkársági Iroda vezetője volt, és ebbéli pozíciójában a szovjet típusú „kolhozosítás”  és az úgynevezett „kulákok elleni harc”  egyik szószólója és élharcosa.
1951 februárjában letartóztatták és december 18-án zárt tárgyaláson 15 évi börtönre ítélték. (Ugyanebben a koncepciós perben ítélték el Kádár Jánost, Kállai Gyulát és Haraszti Sándort is).  Büntetésének túlnyomó részét magánzárkában töltötte. 1954 júliusában rehabilitálták.
1954 decemberétől a Magyar Tudományos Akadémia Közgazdaság-tudományi Intézetének Mezőgazdasági Osztályát vezette, majd igazgatóhelyettessé nevezték ki. 1956-ban a Nagy Imre körüli reformerek közé tartozott.
1956. október 24-re virradólag kooptálta őt és Losonczy Gézát a MDP Központi Vezetősége, amiről ők az együtt írt levelükben azonnal lemondtak. Perében a lemondását, mint zsarolást a bíróság (BHÖ 1) bizonyítéknak tekintette. Lemondásakor az MDP a felkelés fegyveres elfojtását képviselte. Ezzel szemben ő és Losonczy Géza a felkelőkkel való tárgyalást szorgalmazta.
1956. október 30-án az MSZMP újonnan megalakult ideiglenes intéző bizottságának tagja lett. November 4-én a budapesti jugoszláv nagykövetségre menekült. November 24-én a KGB családjával együtt Snagovba (Románia) deportálta. Itt született meg a harmadik gyereke.  1958-ban a Nagy Imre-per másodrendű vádlottjaként a népi demokratikus államrend megdöntésére irányuló szervezkedés kezdeményezése és vezetése vádjával 12 évi börtönbüntetésre ítélték. Családját a per után, 22 hónap elteltével, 1958-ban engedték Magyarországra visszatérni. 1960 áprilisában egyéni kegyelemmel szabadult.
1960–1976 között az Országos Mezőgazdasági Könyvtár, a Magyar Mezőgazdasági Múzeum, majd az MTA Közgazdaság-tudományi Intézetének tudományos munkatársa, 1976–1983 között pedig az MTA Szövetkezetkutató Intézetének munkatársa volt. Az 1970-es évektől a demokratikus ellenzéki mozgalom és a népi írók mozgalmának összekapcsoló személyisége  volt; az elsők között írta alá a Charta '77 melletti szolidaritási nyilatkozatot, és ő szervezte 1980-ban a Bibó-emlékkönyv szamizdatként való megjelenését. 1985-ben ő volt az ellenzéki csoportok képviselőinek részvételével megtartott monori találkozó fő szervezője. 1986. július 15-én bekövetkezett halála után temetésén Újhelyi Szilárd, Kis János, Csoóri Sándor, Vásárhelyi Miklós búcsúztatta.
1989. június 9-én a Magyar Népköztársaság legfőbb ügyésze törvényességi óvást emelt a Nagy Imre-perben elítéltek javára és indítványozta az ítéletek hatályon kívül helyezését, illetve az ártatlanul elítéltek felmentését. 1989. július 6-án a Legfelsőbb Bíróság Elnökségi Tanácsa Nagy Imre, Donáth Ferenc, Gimes Miklós, Tildy Zoltán, Maléter Pál, Kopácsi Sándor, Jánosi Ferenc, Vásárhelyi Miklós és Szilágyi József ítéletét hatályon kívül helyezte, és bűncselekmény hiányában mindannyiukat felmentette.

## Családja
Három fia közül az első Donáth Mátyás (1950) 4 hónappal születése után, a Donáth család (Donáth Ferenc, Donáthné Bozóky Éva, Bozóky Tasziló, Bozóky Taszilóné) letartóztatását követően csecsemőotthonba került álnéven, ahonnan csak 1953 végén szülői nyomozás, kérvényezés (lásd Nemzeti Múzeumban található Donáthné Bozóky Éva levele e tárgyban Nagy Imre miniszterelnöknek) után került vissza családhoz. Második gyermeke Donáth László (1955–2024) lelkész, 1994 és 2010 között az MSZP országgyűlési képviselője. Harmadik fiú Donáth Ferenc (1956–2023) 1956-ban a snagovi deportáció miatt Bukarestben született, magyar állampolgárságát 1958-as hazatérésük után kapta meg. Unokái (születési sorrendben) Donáth Sándor, Donáth Mirjam, Donáth Máté, Donáth Ferenc, Donáth Dávid, Donáth Anna Júlia, Donáth Simon, Donáth Áron, Donáth Lili.

## Művei
- A kommunisták munkája a falun; Szikra, Bp., 1945 (Szemináriumi füzetek)
- A kommunisták feladatai falun; Szikra, Bp., 1946 (Szemináriumi füzetek)
- A földreform mérlege; Szikra, Bp., 1946 (A Magyar Kommunista Párt politikai akadémiája)
- A magyar parasztság válaszúton. Donáth Ferenc előadása; Szikra, Bp., 1946 (A Magyar Kommunista Párt politikai akadémiája)
- A Magyar Dolgozók Pártjának Országos Szövetkezeti Konferenciája. 1948. VII. 10-11. Gerő Ernő, Hegedüs András, Donáth Ferenc beszámolója, Rónai Sándor elnöki megnyitója; Szikra, Bp., 1948
- A falu szocialista fejlődésének kérdései; Szikra, Bp., 1948 (A Magyar Dolgozók Pártja politikai akadémiája)
- A Marxista-Leninista Párt / Donáth Ferenc: A Párt parasztpolitikája, 1-2.; MDP Központi Vezetősége, Bp., 1949
- Pártunk parasztpolitikája és a választási agitáció; MDP Központi Vezetősége Oktatási Osztály, Bp., 1949
- Termelőszövetkezeti mozgalmunkról. 1950 márc. 16-án tartott előadás; Szikra, Bp., 1950 (A Magyar Dolgozók Pártja Politikai Akadémiája)
- Termelőszövetkezeti mozgalmunkról; Szikra, Bp., 1950 (A Magyar Dolgozók Pártja Politikai Akadémiája)
- Termelőszövetkezetek története; szerk. Donáth Ferenc; Tudományos Ismeretterjesztő Társulat, Bp., 1967
- Demokratikus földreform Magyarországon, 1945–1947; Akadémiai, Bp., 1969
- Reform és forradalom. A magyar mezőgazdaság strukturális átalakulása. 1945–1975; Akadémiai, Bp., 1977 (angol és japán nyelven is)
- A munka és a tulajdon kapcsolata az iparosodó mezőgazdaságban. Tulajdon és hatékonyság. Elméleti vázlat gazdaságok vizsgálatához; Szövetkezeti Kutató Intézet, Bp., 1979 (Közlemények. Szövetkezeti Kutató Intézet)
- A Márciusi Fronttól Monorig. Tanulmányok, vázlatok, emlékezések; vál. Valuch Tibor; MTA KTI–Századvég, Bp., 1992 (Oeconomia publica)